# Tranvia Vercelli-Aranco
La tranvia Vercelli-Aranco era una linea tranviaria interurbana che collegò le località di Vercelli, Gattinara e Aranco dal 1879 al 1933.

## Storia

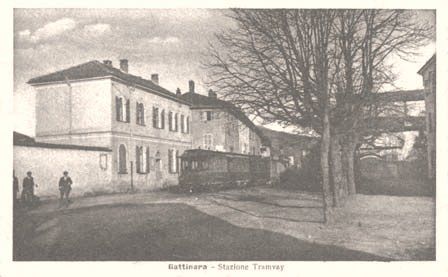
Gattinara, stazione tranviaria

Sin dal 1871 i comuni di Gattinara, Quinto Vercellese, Oldenico, Albano Vercellese e Villarboit promossero la costruzione di una strada ferrata tra Vercelli e Gattinara, che godeva del sostegno anche di svariati comuni del biellese. Nel 1872 i comuni interessati costituirono un comitato il quale affidò all'ingegnere provinciale del genio civile Luigi Gualino l'incarico di progettare la linea. Gualino terminò il progetto l'anno successivo, ma subito sorsero polemiche tra i comuni interessati riguardo al concorso alle spese e alla ripartizione delle stesse. Nel 1874 la Cartiera Italiana di Serravalle Sesia propose di contribuire alla costruzione della linea, a condizione che la stessa proseguisse fino a Borgosesia. A fine 1874 la Provincia di Novara concesse un sussidio di 500 lire a chilometro per vent'anni a condizione che la linea fosse entrata in esercizio entro cinque anni, ma nel marzo 1875 il Governo respinse la pratica per la costruzione della linea, non ritenendo che vi fosse ancora niente di stabilito.
Ad inizio 1876 i comuni interessati, riuniti in comitato, prepararono un progetto di statuto per la costituzione di un consorzio per la costruzione della linea, approvato il 21 febbraio. L'anno successivo la provincia di Novara stipulò con la società inglese Joy & C. una convenzione per la costruzione di una tranvia a vapore tra Trino, Vercelli e Gattinara. L'anno successivo alla società britannica si unì il cavalier Ercole Belloli, che nel 1877 aveva costruito e inaugurato la tranvia Cuneo-Borgo San Dalmazzo: con l'arrivo di Belloli si iniziò la costruzione delle linee Vercelli-Trino e Vercelli-Gattinara. La linea fu inaugurata il 14 luglio 1879; il primo orario prevedeva quattro coppie di corse giornaliere, con un tempo di percorrenza di due ore.
Con atto notarile del 26 febbraio 1879 fu costituita da parte di Belloli la Società Anonima dei Tramways Vercellesi (poi Società Anonima Tramvie Vercellesi, SATV) per costruire e gestire le linee concesse dalla provincia di Novara alla Joy & C; tale società fu autorizzata come società per azioni con regio decreto del successivo 12 settembre.
Il 21 novembre 1880 la tranvia fu prolungata da Gattinara a Romagnano Sesia e Aranco
Durante la prima guerra mondiale il pacchetto azionario di maggioranza della SATV passò nelle mani di alcuni industriali biellesi, che potenziarono il servizio: gli anni tra il 1915 e il 1925 furono quelli di maggior traffico per la rete delle tranvie SATV.
Nel 1926 il pacchetto azionario della SATV fu rilevato dalle Ferrovie Elettriche Biellesi (FEB) al fine di integrare le due reti: fu quindi studiato un piano per la ricostruzione delle linee SATV in sede propria con elettrificazione e cambio dello scartamento, adottando quello ridotto (950 mm): inoltre era previsto che la costruenda ferrovia Cossato-Masserano fosse prolungata sino a Gattinara, congiungendosi con la tranvia. Contrasti con gli enti locali, in particolare con il Podestà di Vercelli, che richiedevano il mantenimento dello scartamento ordinario, portarono all'annullamento parziale del piano, del quale fu attuato unicamente l'elettrificazione della linea per Trino, unica della rete SATV a mantenere un buon livello di traffico.
Il mancato rinnovamento fece sì che la tranvia seguisse il destino di molte altre linee italiane a trazione a vapore: nel luglio 1932, con autorizzazione ministeriale al circolo ferroviario di ispezione di Torino, fu approvata la chiusura della Vercelli-Aranco, che cessò l'esercizio il 26 maggio 1933. Fu sostituita da corse automobilistiche della Società Anonima Biellese Autotrasporti (SABA), consociata della FEB, tra Vercelli e Borgosesia.

## Caratteristiche
| Unknown route-map component "uexKBHFa" |

| Unknown route-map component "uexWBRÜCKE1" |

| Unknown route-map component "exCONTgq" | Unknown route-map component "uexmKRZ" | Unknown route-map component "exSTR+r" |

|  | Unknown route-map component "uexBHF" | Unknown route-map component "exBHF" |

|  | Unknown route-map component "uexBHF" | Unknown route-map component "exSTR" |

| Unknown route-map component "exSTR+l" | Unknown route-map component "uexmKRZ" | Unknown route-map component "exSTRr" |

| Unknown route-map component "exBHF" | Unknown route-map component "uexBHF" |  |

| Unknown route-map component "exSTRl" | Unknown route-map component "uexmKRZ" | Unknown route-map component "exCONTfq" |

| Unknown route-map component "uexBHF" |

| Unknown route-map component "uexBHF" |

| Unknown route-map component "uexBHF" |

| Unknown route-map component "exSTR+l" | Unknown route-map component "uexmKRZ" | Unknown route-map component "exCONTfq" |

| Unknown route-map component "exBHF" | Unknown route-map component "uexBHF" |  |

| Unknown route-map component "exCONTf" | Unused straight waterway |  |

| Unknown route-map component "uexBHF" |

| Unknown route-map component "uexBHF" |

| Unknown route-map component "CONTgq" | Stop on transverse track | Unknown route-map component "uxmKRZ" | Unknown route-map component "CONTfq" |  |

| Unknown route-map component "uexBHF" |

| Unknown route-map component "uexBHF" |

| Unknown route-map component "uexBHF" |

| Unknown route-map component "uexBHF" |

| Unknown route-map component "uexWBRÜCKE1" |

| Unknown route-map component "uexCONTgq" | Unknown route-map component "uexABZg+r" |  |

| Unknown route-map component "uexBHF" |

| Unknown route-map component "uexBHF" |

| Unknown route-map component "CONTgq" | Unknown route-map component "uxmKRZ" | Unknown route-map component "CONTfq" |

| Unknown route-map component "uexBHF" |

| Unused urban continuation forward |

La linea tranviaria era a binario singolo a scartamento ordinario di 1445 mm, quasi totalmente in sede promiscua tranne alcuni brevi tratti in sede propria. Si sviluppava per 47,9 km. Il raggio di curvatura era di 40 metri, la pendenza massima del 30 per mille. I tram potevano toccare una velocità massima di 18 km/h.

### Percorso
La tranvia partiva dalla stazione della SATV, situata nei pressi della stazione ferroviaria e della stazione delle tranvie della Società per le Ferrovie del Ticino (SFT) per Casale Monferrato e Biandrate-Fara.

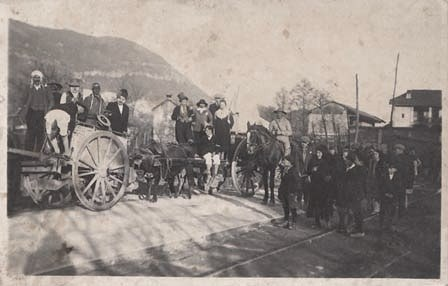
Immagine d'epoca di Bornate con le rotaie del tram

Nel rione vercellese di Belvedere, in corso Fiume, la linea attraversava a livello la ferrovia Torino-Milano; uscita da Vercelli la linea seguiva la provinciale per Biella toccando i comuni di Caresanablot e Quinto Vercellese. A Quinto, dove si distaccava la linea per Biella, la linea si immetteva sulla strada statale 594 Destra Sesia attraversando il Cervo e quindi toccando le località di Oldenico, Albano Vercellese, Greggio, Arborio e Ghislarengo.
Dopo solo pochi anni dalla soppressione della tranvia quest'ultima località tornò a essere servita da una fermata, questa volta di tipo ferroviario, posta lungo la ferrovia Biella-Novara non distante da quella tranviaria abbandonata. Superata Lenta si giungeva a Gattinara, stazione che nelle intenzioni della FEB avrebbe dovuto rappresentare altresì il capolinea della ferrovia proveniente da Biella e Cossato di cui fu realizzato il solo tratto Cossato-Masserano.
Era dunque la volta di Romagnano Sesia, località nella quale veniva incrociata la ferrovia Santhià-Arona. Dopo Vintebbio ulteriori interferenze si avevano con il tracciato della ferrovia Grignasco-Coggiola che seguiva un tracciato pressoché parallela a quello della tranvia e serviva anch'essa le località di Serravalle Sesia e Bornate (località Rondò). Oltrepassato il torrente Sessera si giungeva infine Aranco, comune che nel 1928 fu aggregato a Borgosesia.

## Materiale rotabile
Il parco rotabile della SATV comprendeva dodici locomotive a vapore Henschel cabinate di tipo tranviario (alcune delle quali acquistate usate dalla SFT) di potenza compresa tra 100 e 250 CV e circa 150 tra carrozze a due assi di costruzione Grondona e carri merce; sulla linea erano impiegate le locomotive più potenti del parco, per via della pendenza massima della linea e dell'intenso traffico merci che si svolgeva.
Nel 1927 sulla linea prestavano servizio cinque locomotive a vapore e quarantadue rimorchiate a due assi.